# Konståret 1958

## Händelser

### Maj
- 9 maj – Moderna Museet invigs i exercishuset på Skeppsholmen i Stockholm.

### Juli
- 4 juli – Friedensreich Hundertwasser håller Mögelbildningsmanifestet som tal vid ett konstevenemang i klostret Seckau.

### November
- 5 november – Prins Eugen-medaljen tilldelas Ragnar Sandberg, målare, Robert Nilsson, skulptör, Wiwen Nilsson, silversmed, Kaj Fisker, dansk arkitekt, och Jóhannes Kjarval, isländsk konstnär.

### Okänt datum
- Gerlesborgsskolan öppnar en filial i Stockholm.
- Idun Lovén tar över Berggrens målarskola och driver den vidare under namnet Konstskolan Idun Lovén.
- Louisiana konstmuseum invigs i Danmark.

## Verk
- Paul Cadmus – Natt i Bologna

## Utställningar
- Jean Arp på Museum of Modern Art.

## Födda
- 19 januari – Thomas Kinkade (död 2012), amerikansk konstnär.
- 9 februari – Katrine Helmersson, svensk skulptör.
- 13 februari – Derek Riggs, brittisk tecknare.
- 18 april – Per Sångberg, svensk målare.
- 4 maj – Keith Haring (död 1990), amerikansk konstnär.
- 14 maj – Anna Höglund, svensk författare och illustratör.
- 6 juni – Nils Claesson, svensk konstnär och skapare av animerad film.
- 19 juni – Johanna Birkeland, svensk konstnär.
- 15 juli – Sara Gimbergsson, svensk barnboksförfattare, illustratör och konstnär.
- 26 juli – Ann-Sophie Qvarnström, svensk silversmed och illustratör.
- 19 augusti – Viveka Bergström, svensk smyckedesigner verksam i Paris.
- 12 september – Kim Fupz Aakeson, dansk författare och illustratör.
- 20 september – Julie Bell, amerikansk konstnär.
- 4 oktober – Carina Reich, svensk konstnär verksam inom scen- och bildkonst.
- 20 oktober
  - Bogdan Szyber, polsk-svensk konstnär verksam inom scen- och bildkonst.
  - Viggo Mortensen, amerikansk skådespelare, konstnär, poet och jazzmusiker.
- 22 november – Christian Partos, svensk skulptör.
- 4 december – Helen Dahlman (död 2015), svensk konstnär.
- okänt datum – Katrin Jakobsen, tysk-svensk fotograf, bildkonstnär och författare,
- okänt datum – Yvonne Larsson, svensk konstnär.
- okänt datum – Jörgen Svensson, svensk konstnär och professor.
- okänt datum – Annika Samuelsson, svensk illustratör och textilkonstnär.
- okänt datum – Sussi Bech, dansk serieskapare och illustratör.
- okänt datum – Ron Mueck, australisk skulptör.

## Avlidna
- 28 januari – Ferenc Helbing, målare och litograf.
- 30 januari – Jean Crotti, målare.
- 13 februari – Georges Rouault, fransk målare.
- 26 februari – Yokoyama Taikan, målare.
- 1 mars – Giacomo Balla, italiensk målare.
- 22 mars – Claire McCardell, amerikansk modedesigner.
- 11 april – Konstantin Yuon, målare och designer.
- 15 mars – Carl Olof Bartels, svensk konstnär, porträttmålare och tecknare.
- 11 maj – Lucien Lelong, modedesigner.
- 12 augusti – André Bauchant, fransk målare.
- 22 augusti – Ted Sears, animatör.
- 23 augusti – Marlow Moss, konstruktionist.
- 24 augusti – Paul Henry, irländsk målare.
- 7 oktober – Maurice de Vlaminck, fransk målare.
- 7 november – Otte Sköld, svensk konstnär.
- 17 november – Frank Cadogan Cowper, målare och illustratör.
- 30 november – George Hubert Wilkins, fotograf.